# Фрідріхсдор
Фрідріхсдор (нім. Friedrich d’or, Friedrichsdor або Friedrichsd’or від фр. d’or — «золотий») — прусська золота монета типу дублон/пістоль, що карбувалась у 1741—1855 роках і містила від 6,05 до 6,03 грама чистого золота. Монета мала формальний номінал у 5 срібних прусських талерів. З часом фрідріхсдор скопіювали інші північнонімецькі держави і карбували подібні монети під іменами своїх правителів (августдор, фрідріх-августдор, крістіандор тощо), які оцінювались від 4,8 до 5 срібних північнонімецьких талерів.
Фрідріхсдор використовувся як торгова золота монета, що в значних кількостях перебувала в регулярному обігу і продавалася з невеликою премією або дисконтом до її номінальної вартості в п'ять талерів у срібному стандарті (silberkurantgeld), який використовувався на фондових біржах.

## Історія
Фрідріхсдор був створений за зразком іспанського дублона та французького луїдора. В Прусському королівстві його попередником був золотий напіввільгельмдор, монета номіналом в 1/2 вільгельмдора Фрідріха-Вільгельма I, що в незначних кількостях карбувався у 1738—1740 роках.
Вперше фрідріхсдор був відкарбований у 1741 році Фрідріхом II. Його наступники Фрідріх Вільгельм II, Фрідріх Вільгельм III і Фрідріх Вільгельм IV продовжували карбувати фрідріхсдор до 1855 року. З 1747 року також карбувався подвійний фрідріхсдор, а з 1749 року — напів фрідріхсдор. Вага чистого золота в монеті впала в 1770 році з 6,05 до 6,03 грама.
Золотий фрідріхсдор номіналом 5 срібних прусських талерів був випущений, коли в першій половині XVIII століття співвідношення ціни золота до срібла впало з 1:15 до 1:14,5, що зробило дешевшим погашення золотими монетами зобов'язань, деномінованих у срібних талерах. При вмісті 6,05 г чистого золота в фрідріхсдорі, кожен з п'яти срібних талерів, яким дорівнював фрідріхсдор, коштував 1,21 г чистого золота та 1,21 x 14,5 = 17,545 г чистого срібла. Це було дешевше, ніж переважаючий в ті часи стандарт у 19,488 г чистого срібла. Навіть при нижчій оцінці фрідріхсдора в 4,8 талера, еквівалент срібла в талері (18,3 г) усе ще був нижче стандарту.
Після 1750 року срібний стандарт північнонімецького талера був знижений до 131⁄3 марки або 17,539 г чистого срібла (у Пруссії 14 за марку або 16,704 г). Коли співвідношення золото-срібло знову підвищилося, фрідріхсдор котувався в 5 талерів плюс ажіо (премія). Стандарт вмісту золота в фрідріхсдорі змінювався незначно. У кращому випадку з однієї кельнської золотої марки 130/144 проби карбували 35 монет (кожна містила 6,032 г чистого золота), в гіршому випадку з марки 129/144 проби карбували 351⁄6 монет (кожна містила 5,957 г чистого золота).
Близько 1780 року, наприклад, саксонський августдор оцінювався в суму від 116 до 120 грошей саксонської срібної валюти (sächsischen silberkurantgeldes) (тобто від 4,83 до 5 срібних талерів) з максимальною знижкою в 4 гроші (0,17 талера). У XIX столітті він зазвичай мав низьку премію.
Лише Бремен суворо дотримувався встановленого стандартного курсу обміну монет типу фрідріхсодр в 5 срібних талерів аж до возз'єднання Німеччини в 1871 році.

## Зовнішній вигляд
На аверсі фрідріхсдора було зображено профіль короля, а на реверсі — коронованого орла з піднятими крилами, що стоїть на щиті.